# Горохово
Горо́хово (рос. Горохово) — село у складі Юргамиського району Курганської області, Росія. Адміністративний центр Гороховської сільської ради.
Населення — 1051 особа (2010, 1264 у 2002).